# Jez Butterworth
Jez Butterworth, pseudonimo di Jeremy Butterworth (Londra, 4 marzo 1969), è un drammaturgo, sceneggiatore e regista britannico.

## Biografia
Dopo la laurea al St John's College di Cambridge, Butterworth ha cominciato l'attività da drammaturgo, lanciata dalla commedia Mojo in scena al Royal Court Theatre di Londra nel 1995; la piece vinse il Laurence Olivier Award e l'Evening Standard Award alla migliore opera teatrale.
Nel 1999 fu tra i destinatari del V Premio Europa Realtà Teatrali conferito al Royal Court Theatre (con Sarah Kane, Mark Ravenhill, Conor McPherson, Martin McDonagh).
La sua attività teatrale e cinematografica è stata spesso legata dal sodalizio artistico con Sam Mendes. Nel 2009 il suo dramma Jerusalem andò in scena a Londra e a Broadway con Mark Rylance e fu candidato al Tony Award alla migliore opera teatrale. Nel 2018 vince il Laurence Olivier Award alla migliore opera teatrale per The Ferryman.

### Vita privata
È sposato dal 2002 con la montatrice Gilly Richardson. I fratelli Tom e John-Henry Butterworth sono anch'essi scrittori e spesso collaboratori di Jez Butterworth.

## Filmografia

### Regista
- Soho (Mojo) (1997)
- Birthday Girl (2001)

### Sceneggiatore

#### Cinema
- Soho (Mojo) (1997)
- Birthday Girl (2001)
- L'ultima legione, regia di Doug Lefler (2007)
- Fair Game - Caccia alla spia (Fair Game), regia di Doug Liman (2010)
- Edge of Tomorrow - Senza domani (Edge of Tomorrow), regia di Doug Liman (2014)
- Get on Up - La storia di James Brown (Get on Up), regia di Tate Taylor (2014)
- Black Mass - L'ultimo gangster (Black Mass), regia di Scott Cooper (2015)
- Spectre, regia di Sam Mendes (2015)
- Le Mans '66 - La grande sfida (Ford v. Ferrari), regia di James Mangold (2019)
- Una vita in fuga (Flag Day), regia di Sean Penn (2021)
- Indiana Jones e il quadrante del destino (Indiana Jones and the Dial of Destiny), regia di James Mangold (2023)

#### Televisione
- Britannia – serie TV, 26 episodi (2018-2021)
- Mammals – serie TV, 6 episodi (2022)
- The Agency – serie TV (2024)
- MobLand – serie TV (2025)

## Teatro
- Mojo (1995)
- The Night Heron (2002)
- The Winterling (2006)
- Parlour Song (2008)
- Jerusalem (2009)
- The River (2012)
- The Ferryman (2017)
- The Hills of California (2024)